# الربط
الربط یک منطقهٔ مسکونی در عراق است که در استان انبار واقع شده‌است. الربط ۱۷۵ متر بالاتر از سطح دریا واقع شده‌است.